# Национальное бюро бдительности против антисемитизма
Национальное бюро бдительности против антисемитизма (фр. Bureau national de vigilance contre l'antisémitisme, BNVCA) — некоммерческая организация по борьбе с антисемитизмом во Франции. Основана 19 июля 2010 года Сами Гозланом, бывшим комиссаром французской полиции. Входит в ряд наиболее влиятельных французских правозащитных НКО.

## Деятельность
BNVCA борется всеми законными средствами против антисемитской и антисионистской деятельности.

### Антисемитские убийства
Бюро участвует в общественных кампаниях и судах, связанных с антисемитскими убийствами. Так, BNVCA участвовало в общественной кампании, связанной с убийством Сары Халими, а также выступало одним из истцов в деле об убийстве Мирей Кнолль. После убийства Эяля Хаддада Бюро заявило об антисемитском мотиве данного преступления и о недостаточно серьёзном отношении французской полиции к проблеме антисемитизма.

### Антисемитские нападения
Организация также представляет во французских судах евреев, подвергшихся антисемитским нападениям и избиениям.

### Антисемитская пропаганда
BNVCA борется с антисемитской пропагандой. Так, по иску BNVCA 2 февраля 2024 года Ясин аль-Химар, имам города Бокер, призывавший «убивать евреев и сражаться с ними», был приговорён к 8 месяцам тюремного заключения за оправдание терроризма и пропаганду антисемитизма.

### Антисионистские выступления
Бюро выступает против демонизации Израиля, и, в частности попыток его сравнения с режимом апартеида и нацистским режимом. Так, 16 мая 2024 года BNVCA отвергло сравнение пропалестинскими активистами сектора Газа во время войны Израиля с ХАМАС с Треблинкой и Варшавским гетто, заявив, что допускающие подобные лозунги «лишены памяти и стыда, ими движет лишь ненависть к евреям».
После нападения ХАМАС на Израиль 7 октября 2023 и начала войны в Газе, BNVCA осудило некритическое использование прессой (и, в частности, левой газетой Libération) статистики гражданских потерь, предоставляемой минздравом Газы, подчинённым ХАМАС.